# Gasteruption freyi
Gasteruption freyi is een vliesvleugelig insect uit de familie van de Gasteruptiidae. De wetenschappelijke naam van de soort is voor het eerst geldig gepubliceerd in 1877 door Tournier.